# Reparcelación
En el urbanismo español, reparcelación es el procedimiento mediante el cual se sustituyen las parcelas iniciales afectadas por una actuación urbanística por unas parcelas aptas para su urbanización y edificación. 

## Tipos
Este procedimiento puede ser voluntario o forzoso.
En el caso de reparcelación voluntaria, los criterios que se tienen en cuenta son los libremente pactados por los intervinientes en el proceso.
La legislación española, permite la reparcelación forzosa para los casos en que no se llegue a acuerdos voluntarios. En este caso, establece una serie de reglas que garantizan que sean tenidos en cuenta todos los derechos iniciales de los propietarios afectados y también que ninguna de ellos se vea beneficiado respecto a otro como consecuencia de la Reparcelación.

## Concepto en la normativa autonómica
Según el Artículo 169 de la Ley Urbanística Valenciana, titulado "Reparcelación" 
- 1. Reparcelación es la actividad de ejecución del planeamiento que tiene por objeto la nueva división de fincas ajustada al planeamiento para adjudicarlas entre los afectados según su derecho.
- 2. La reparcelación podrá llevarse a cabo de forma voluntaria o forzosa, pudiendo dar lugar a la adjudicación de suelo resultante o a indemnización compensatoria o sustitutoria de la adjudicación de suelo.
- 3. La reparcelación forzosa tiene por objeto: 
  - a) Regularizar urbanísticamente la configuración de fincas.
  - b) Materializar la distribución de beneficios y cargas derivadas de la ordenación urbanística y retribuir al Urbanizador por su labor, ya sea adjudicándole parcelas edificables, o bien, afectando las parcelas edificables resultantes a sufragar esa retribución.
  - c) Adjudicar a la administración los terrenos, tanto dotacionales como edificables, que legalmente le correspondan.
  - d) La permuta forzosa, en defecto de acuerdo, de las fincas originarias de los propietarios por parcelas edificables.
  - e) Si procede, materializar el cumplimiento de la carga de obtener suelo no urbanizable protegido a que se refiere la Ley 4/2004 de 30 de junio, de la Generalitat de ordenación del territorio y protección del paisaje, en el caso en que la reparcelación se produzca en ejecución de un instrumento de planeamiento que implique el cambio de clasificación de suelo no urbanizable a urbanizable, estableciendo los oportunos coeficientes de ponderación de valor entre el suelo no urbanizable y el urbanizable a que se adscribe, de acuerdo con es.wikipedia.orge abril, de régimen del suelo y valoraciones.
- 4. Atendiendo al criterio de reparcelación utilizado, la adjudicación de las fincas resultantes se producirá: 
  - a) Conforme al íntegro aprovechamiento subjetivo, dejando la parcela adjudicada sujeta al pago de las cargas de la urbanización.
  - b) Con deducción de parte de dicho aprovechamiento, adjudicando esta parte al Urbanizador como retribución por su labor.
- 5. El proyecto de reparcelación forzosa podrá ser formulado a iniciativa del Urbanizador o, de oficio, por la administración actuante.
- 6. El área reparcelable, que podrá ser discontinua, se definirá en el propio proyecto de reparcelación y no necesariamente tendrá que coincidir con la Unidad de Ejecución.

Según el Artículo 170 de la Ley Urbanística Valenciana:
- 1. Son principios inspiradores de la reparcelación los siguientes: 
  - a) La justa valoración de los bienes y derechos aportados
  - b) La proporcionalidad directa entre el aprovechamiento objetivo de la finca adjudicada a un propietario y la superficie de su finca originaria, según el aprovechamiento subjetivo del que por ella sea titular.
  - c) La concentración de las adjudicaciones en el supuesto de que los propietarios sean titulares de varias fincas aportadas, reduciendo en lo posible las adjudicaciones en condominio, sin perjuicio del criterio de proximidad en la adjudicación.
- 2. El proyecto de reparcelación procurará el mantenimiento en el proceso urbanizador del mayor número de propietarios posible, reduciendo al máximo los supuestos de indemnización sustitutoria de adjudicación. Por ello, se procurará que la ordenación detallada establezca, en la medida que lo permitan las características constructivas de las tipologías edificatorias previstas, una parcela mínima acorde con los derechos derivados de las superficies de las fincas originarias.